# Gienierał Szkuro
„Gienierał Szkuro” (ros. Генерал Шкуро) – lekki pociąg pancerny Białych podczas wojny domowej w Rosji.
Pociąg został utworzony z rozkazu dowódcy III Korpusu Konnego gen. Andrieja G. Szkury w dniach 15–27 czerwca 1919 r. na stacji kolejowej Sinielnikowo ze zdobycznego bolszewickiego pociągu pancernego „Towariszcz Woroszyłow”. Jego załoga liczyła 11 ludzi pod dowództwem ppor. Łagutina. Pociąg składał się z parowozu oraz jednej pancernej otwartej platformy kolejowej z 2 działami i 4 karabinami maszynowymi. Od początku lipca tego roku brał udział w walkach na kierunku moskiewskim. Początkowo walczył w rejonie Łozowej. W II połowie lipca wspierał natarcie 1 Kaukaskiej Dywizji Kawalerii na Piatichatki pod Charkowem. 23 lipca stoczył pojedynek ogniowy z bolszewickimi pociągami pancernymi, w wyniku którego został lekko uszkodzony. 2 sierpnia przyjechał do Jelizawetgradu, gdzie załogę zasilił oficer i szeregowy. 4 sierpnia załoga pociągu odbudowała zerwany most w rejonie stacji kolejowej Cybulewo. Następnie w rejonie stacji kolejowej Funduklejowka doszło do walki z 2 bolszewickimi pociągami pancernymi. 5 sierpnia został zdobyty transport kolejowy z 3-działową baterią haubic i wyposażeniem wojskowym. Od września pociągiem dowodził por. Artiemij Cziżow. Od pocz. września pociąg uczestniczył w walkach na kierunku woroneskim. W dniach 10–11 września nacierał od stacji kolejowej Wałujki do stacji kolejowej Kastornaja, gdzie stoczył bój z dwoma bateriami artylerii nieprzyjaciela. 17 września wspierał zdobycie Woroneża. W nocy z 10 na 11 października, po odwrocie wojsk gen. Antona Denikina z Woroneża, nie mając możliwości dalszego wycofania pociąg został zrzucony do Donu. Załoga przeszła do wsi Niżniedewick, skąd ruszyła do Charkowa w celu utworzenia nowego pociągu pancernego „Sława Kubani”.